# Reynir Sandgerði
Le Reynir Sandgerði est un club omnisports islandais basé à Sandgerði sur la Reykjanesskagi dont la section football participe au championnat islandais de football. Le club comprend également une section basket-ball.

## Historique
- 1935 : fondation du club

## Palmarès
- Championnat d'Islande de football D3
  - Champion : 1976, 1980

- Championnat d'Islande de football D4
  - Champion : 1995, 2005, 2023